# Syd King
Ernest Sydney King, detto Syd (Chatham, 1º agosto 1873 – Londra, 14 febbraio 1933), è stato un calciatore e allenatore di calcio inglese, di ruolo difensore.

## Biografia

### Morte
Syd King morì suicida il 14 febbraio 1933 in seguito all'assunzione di alcol mescolato a un liquido corrosivo. In seguito al suo decesso venne aperta un'inchiesta riguardante il suo stato di salute mentale. Suo figlio dichiarò successivamente che il suo stato di depressione era peggiorato in seguito alla retrocessione del West Ham nel 1932.

## Carriera

### Giocatore
Nato a Chatham, inizia la propria carriera agonistica tra le file del Northfleet United, di cui divenne anche capitano. Durante questa sua esperienza venne particolarmente ricordato per aver segnato tre autoreti in una gara contro lo Swindon Town.
Si trasferì al New Brompton nel 1897, trascorrendovi due stagioni prima di approdare al Thames Ironworks. In una sola stagione trascorsa al club registrò un totale di 23 presenze, di cui 16 in campionato, attirando l'attenzione di molti club inglesi militanti nelle serie superiori.
Nel 1900 viene confermato il suo trasferimento al West Ham Utd, dove rimase per due anni collezionando 66 presenze.

### Allenatore
All'inizio della sua ultima stagione da giocatore, la dirigenza del West Ham decise di assumerlo come nuovo tecnico. Il primo contributo che King diede al club fu di iscrivere la propria squadra al campionato di Second Division, ricevendo in seguito un assegno di 1 500 sterline dal consiglio d'amministrazione in merito ai suoi quasi vent'anni di militanza al club. Inoltre, il suo stipendio fu aumentato di 10 sterline. La stagione successiva al suo arrivo, il West Ham vide un miglioramento delle prestazioni, riuscendo ad arrivare in finale di FA Cup contro il Bolton e a raggiungere la promozione in First Division.
Durante il suo primo anno in massima divisione riuscì a far arrivare la propria squadra al sesto posto in classifica. La squadra poi si rinforzò notevolmente tramite gli acquisti di giocatori del calibro di Jimmy Ruffell, Ted Hufton e Vic Watson. La sua ultima stagione alla guida del West Ham fu la 1931-1932, in cui il club venne retrocesso in Second Division da ultima in classifica. Il 6 novembre 1932, in seguito ad una sconfitta contro il Bradford PA, la società londinese annuncia la rescissione contrattuale con il tecnico; questa decisione venne presa anche in seguito ad alcune speculazioni interne riguardanti la sua dipendenza dall'alcol.